# Jastrzębski Węgiel
O Klub Sportowy Jastrzębski Węgiel Spółka Akcyjna, mais conhecido apenas como Jastrzębski Węgiel, é um time polonês de voleibol masculino da cidade de Jastrzębie-Zdrój, da voivodia da Silésia. Atualmente o clube disputa a PlusLiga, a primeira divisão do campeonato polonês.

## Histórico
Em 1949 foi fundado clube LZS Jastrzębie, mais tarde o pioneiro Górnik Jastrzębie refunda em 1961, tempos depois renomeado para "Górnik JAS-MOS", sempre associado à mineração. A partir de 1970 mudade de nome outra vez: "GKS Jastrzębie", depois dissolução do clube "KS Jastrzębie Borynia". Finalmente, desde 2004, opera sob o nome atual de Jastrzębski Węgiel.
Em 1971, ele venceu a competição distrital pela primeira vez e lutou pela promoção para a II liga. No entanto, a arte da promoção ao nível central não teve sucesso até 1979. Na liga II atuou com um intervalo de um ano até 1989. Naquela época, pela primeira vez em sua história, ele foi promovido à liga de voleibol sob a direção do técnico Waldemar Kuczewski. 
Estreou na primeira liga em 1990 trouxe a equipe para o quarto lugar na Polônia e a promoção para as copas europeias. Em 1991, sob a orientação do técnico Bronisław Orlikowski, a equipe conquistou a primeira medalha de bronze no campeonato polonês da história.
Após alguns anos um pouco mais fracos e jogando na série B da I Liga, desde 1997, ele aparece ininterruptamente na elite do voleibol chamada PlusLiga desde 2008. Em 2001 e 2003, sob a orientação do técnico Jan Sucha, a equipe conquistou mais duas medalhas de bronze nos campeonatos nacionais, mas obteve mais sucesso desde 2004 após patrocínio da Jastrzębska Spółka Węglowa. Desde então, o clube ganhou troféus de prestígio, não apenas na Polônia, mas também na Europa e no mundo.
Em 2004, sob a orientação do técnico eslovaco Igor Prielożny, a equipe conquistou o primeiro título do campeonato polonês depois de vencer a partida final contra o Indykpol AZS Olsztyn. Os anos seguintes também foram cheios de grandes conquistas. Em 2005, Jastrzębski Węgiel ficou em quarto lugar, mas um ano depois conquistou o primeiro título de vice-campeão do país, sob a direção do técnico Ryszard Bosco. Em 2007, tornou-se vice-campeão da Polônia sob o treinador italiano Tomaso Totolo. 
Em 2008, o clube foi promovido à final da Copa da Polônia pela primeira vez, mas o AZS Częstochowa sucumbiu. Em 2009, ele conquistou a medalha de bronze nos campeonatos poloneses e jogou em competições europeias: Taça Challenge, onde chegou à grande final sendo superado pelo turco Arkas İzmir na final por 3–2. A temporada 2009–10 foi repleta de êxitos, pois, venceu a Copa da Polônia pela primeira vez após a dramática final com Asseco Resovia Rzeszów, além de outro vice-campeonato polonês. Conseguiu esses últimos sucessos sob o comando do treinador italiano Roberto Santilli.

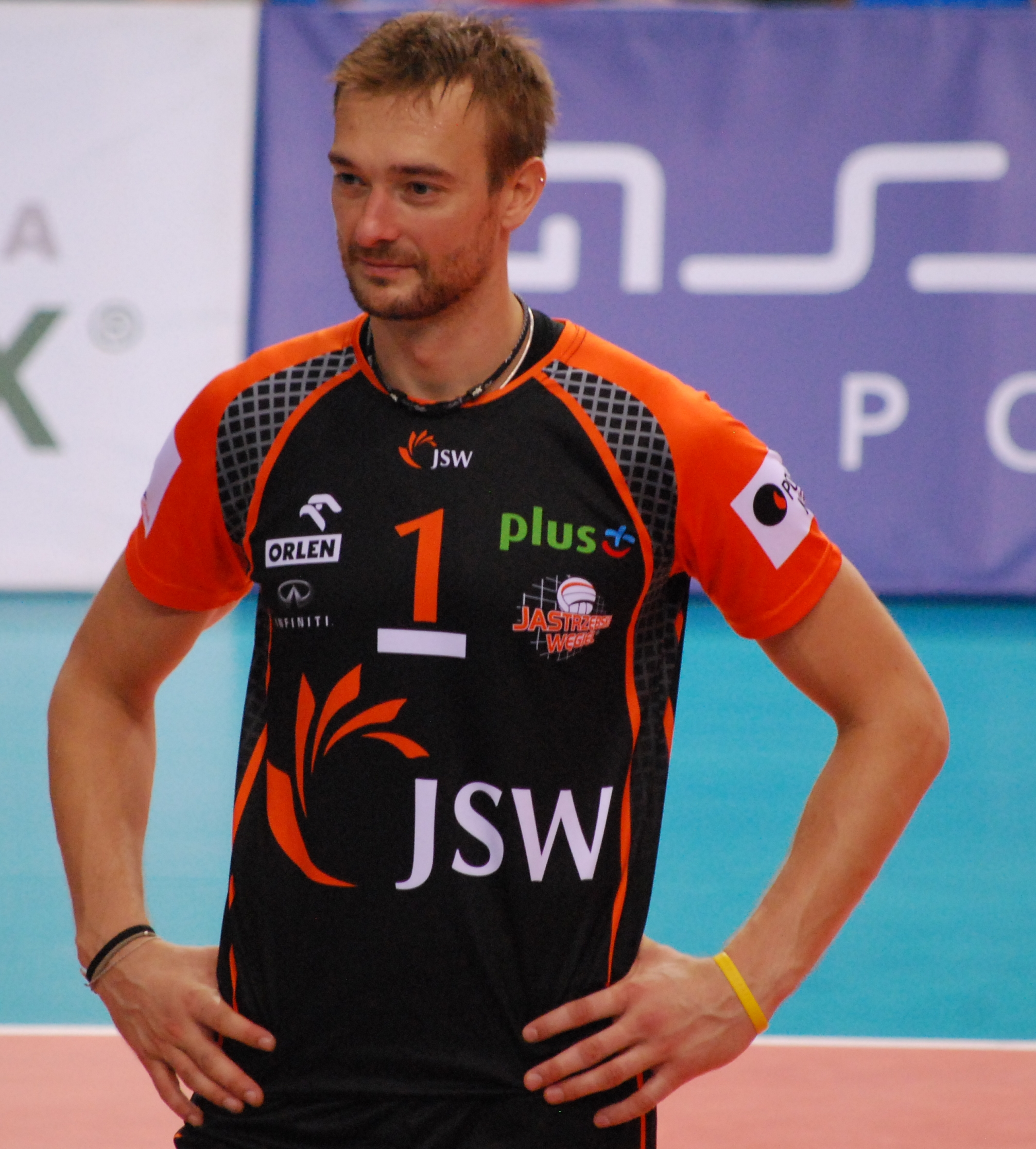
O oposto italiano Michal Lasko foi capitão da equipe de 2013 a 2015.

Na temporada 2010–11, a equipe alcançou um tremendo sucesso internacional, avançando para o torneio final dos prestigiados jogos da Liga dos Campeões da Europa, sendo semifinalista e atrás apenas de Trentino BetClic, Zenit Kazan, Dínamo de Moscou e o credenciou ao Campeonato Mundial de Clubes.
Em dezembro de 2010, o ex-jogador italiano Lorenzo Bernardi se tornou o treinador da equipe e no Campeonato Mundial de Clubes do Catar em 2011, derrotando ao longo do caminho, Zenit Kazan e SESI São Paulo, mas na grande final foi derrotado pelo Trentino BetClic. Então, nas temporadas 2012–13 e 2013–14, terminou na terceira posição no campeonato polonês, nesta última jornada avançou a fase final da Liga dos Campeões, travando uma grande batalha repleta de emoções diante do Zenit Kazan, em Ancara, alcançou a medalha de bronze, mesmo com investimento no elenco em comparação a Belogorie Belgorod e Halkbank Ankara.

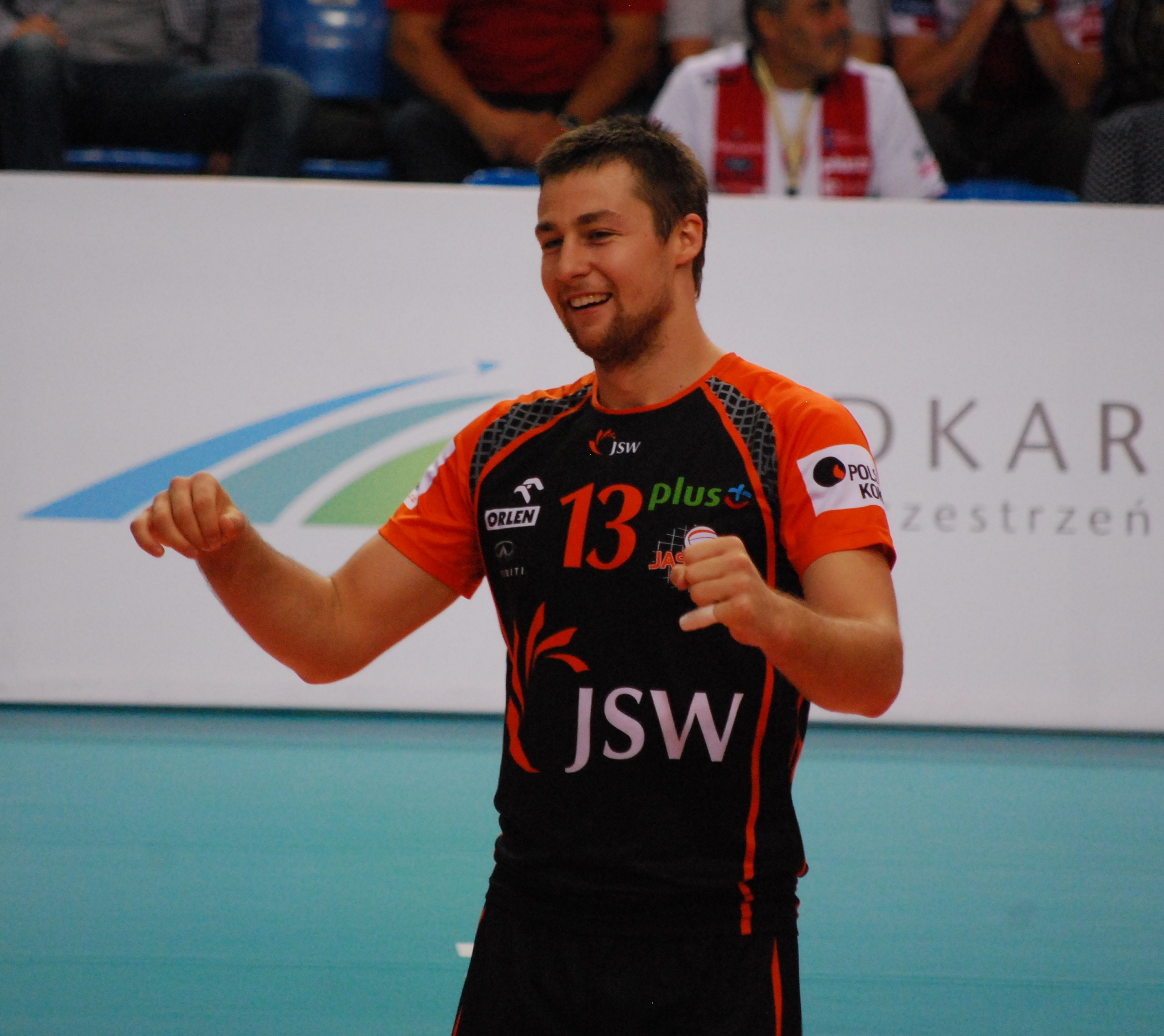
O ponteiro polonês Michał Kubiak defendeu o clube de 2011 a 2014.

Na temporada 2014–15, foi contratado outro técnico italiano, Roberto Piazza, que lutou pelo pódio e mesmo saindo atrás no playoff  diante do PGE Skra Bełchatów, e empatou, mas, foi derrotado ao final ficando em quarto lugar, mesmo diante da baixa de dez jogadores e juntamente com o técnico, devido a crise no setor de mineração e contenção de gastos por parte do patrocinador, mas prosseguiu apoiando o clube, mantendo o deparamento para a temporada seguinte e treinada pelo australiano Mark Lebedew, já atuou anteriormente no comando técnico de Santilli, com uma equipe jovem e ousada acabou sendo uma das revelações do torneio, capaz de vencer com o campeão e vice-campeão do país. Ele terminou a luta no campeonato em sétimo posto na participação de 14 equipes.
No período seguinte o time se juntou aos líderes nacionais, de forma surpreendente alcançaram o terceiro lugar e contratou Salvador Hidalgo Oliva, se tornou uma das estrelas da temporada 2016–17 com isso garantiu o retorno à Liga dos Campeões. Após a temporada 2017–18, coroada com o quinto lugar na PlusLiga, voltou a subir no pódio na temporada 2018–19 no campeonato polonês e terminou em terceiro lugar. 
Na temporada 2020–21, após três vice-campeonatos da liga nacional, o Jastrzębski Węgiel enfim conquista o bicampeonato do campeonato polonês após vencer o ZAKSA Kędzierzyn-Koźle nas finais, vencendo a equipe da cidade de Kędzierzyn-Koźle com um  duplo 3–1. Com a conquista do título, a equipe garantiu acesso para disputar pela primeira vez em sua história a Supercopa Polonesa, vencendo novamente o ZAKSA Kędzierzyn-Koźle – então campeão da Copa da Polônia – por 3 sets a 0. Na temporada seguinte, após o vice-campeonato nacional, a equipe enfrenta novamente a equipe do ZAKSA Kędzierzyn-Koźle e conquista novamente o título desta competição, desta vez pelo placar de 3–2.

## Cronologia dos nomes
- 1949: LZS Jastrzębie
- 1962: Jas-Mos GKS Jastrzębie
- 1977: GKS Jastrzębie
- 1990: KS Jastrzębie Borynia
- 2001: Ivett Jastrzębie Borynia
- 2004: Jastrzębski Węgiel

## Títulos

### Internacionais
Mundial de Clubes
- Vice-campeão: 2011

 Liga dos Campeões
- Terceiro lugar: 2013–14
- Vice-campeão: 2022–23, 2023–24

 Copa Challenge
- Vice-campeão: 2008–09

### Nacionais
Campeonato Polonês

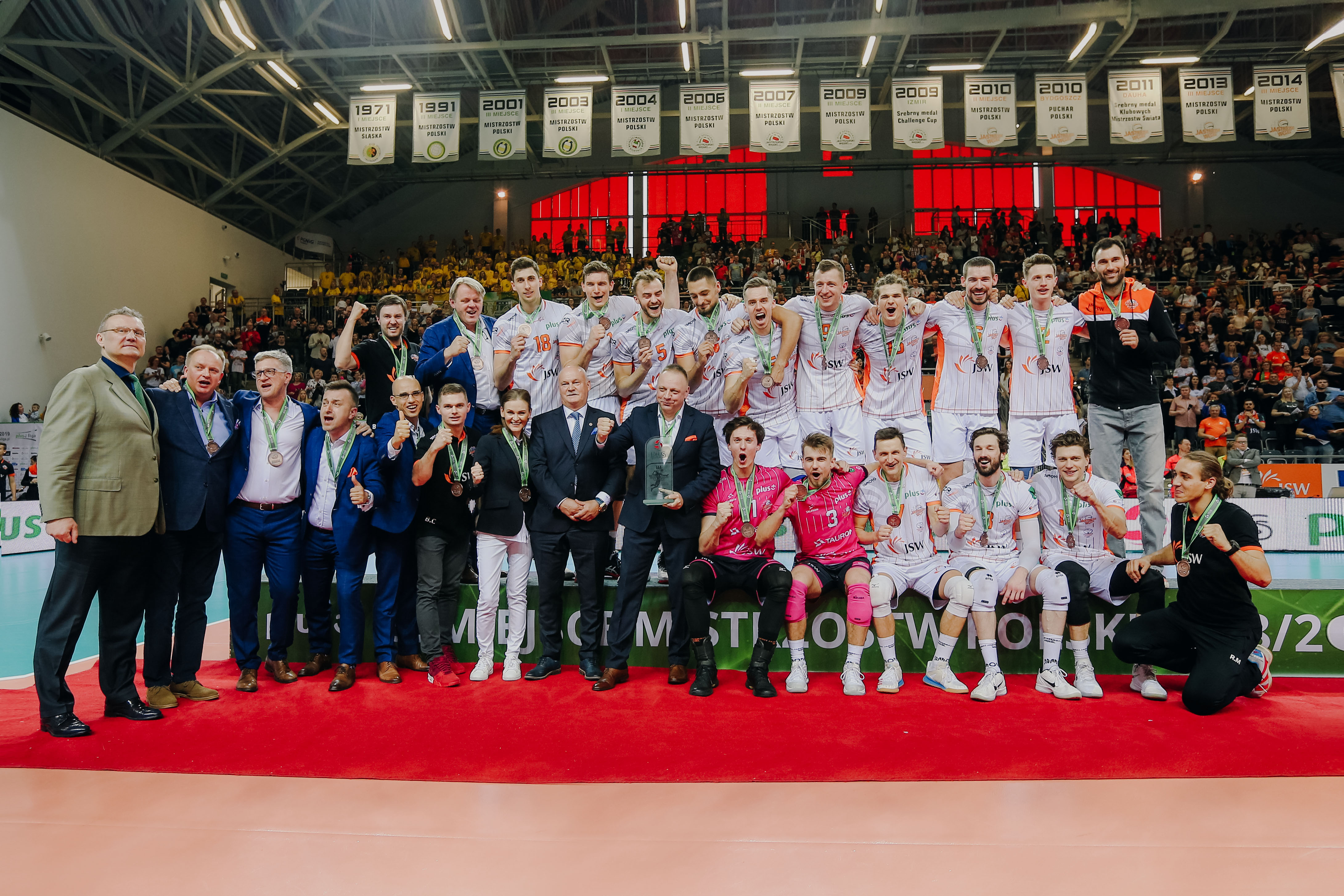
Jastrzębski Węgiel conquistou o terceiro lugar da PlusLiga de 2018–19.

- Campeão: 2003–04, 2020–21, 2022–23, 2023–24
- Vice-campeão: 2005–06, 2006–07, 2009–10, 2021–22
- Terceiro lugar: 1990–91, 2000–01, 2002–03, 2008–09, 2012–13, 2013–14, 2016–17, 2018–19

 Copa da Polônia
- Campeão: 2009–10
- Vice-campeão: 2007–08, 2011–12, 2013–14, 2018–19, 2020–21, 2021–22, 2022–23, 2023–24

 Supercopa Polonesa
- Campeão: 2021, 2022
- Vice-campeão: 2023, 2024

## Elenco atual
Elenco da temporada 2023–24.
| Camisa                  | Nome              | Altura (m) | Posição    |
| ----------------------- | ----------------- | ---------- | ---------- |
| 2                       | Edvīns Skrūders   | 1,89       | Levantador |
| 3                       | Jakub Popiwczak   | 1,80       | Líbero     |
| 4                       | Adrian Markiewicz | 2,13       | Central    |
| 6                       | Benjamin Toniutti | 1,83       | Levantador |
| 7                       | Marko Sedlaček    | 2,02       | Ponteiro   |
| 9                       | Jean Patry        | 2,07       | Oposto     |
| 10                      | Ryan Sclater      | 2,00       | Oposto     |
| 13                      | Yuriy Gladyr      | 2,02       | Central    |
| 16                      | Bartosz Makoś     | 1,76       | Líbero     |
| 21                      | Tomasz Fornal     | 2,00       | Ponteiro   |
| 22                      | Moustapha M'Baye  | 1,98       | Central    |
| 26                      | Rafał Szymura     | 1,97       | Ponteiro   |
| 31                      | Mateusz Jóźwik    | 1,95       | Ponteiro   |
| 99                      | Norbert Huber     | 2,07       | Central    |
| Técnico: Marcelo Méndez |                   |            |            |